# Шаус, Любовь
Любовь Шаус (урожд. Травина; род. 30 декабря 1957) — советская литовская спортсменка (международные шашки), серебряный призёр чемпионатов мира 1975 и 1976 годов, трёхкратная чемпионка СССР по международным шашкам (1975, 1976 и 1980), чемпионка Литвы по русским шашкам (1973), двукратная чемпионка Литвы по международным шашкам (1975, 1979), бронзовый призёр чемпионата Литвы среди мужчин (1981). Международный гроссмейстер (1984).

## Биография
Люба Травина, учась в вильнюсской школе, занималась разными видами спорта (плаванием, волейболом, стрельбой, академической греблей). В шестом классе на первенстве школы она заняла второе место по русским шашкам. Пионервожатая отправила её вместе с группой ребят (среди которых оказался и Эдвард Бужинский) в шахматно-шашечную клуб для подготовки команды школы к турниру «Чудо-шашки». Первым тренером Любы стал Григорий Лейбович. Через полгода она стала заниматься у Якова Шayса. В 1972 году Любовь Травина победила в турнире «Чудо-шашки», в 1973 стала победительницей Всесоюзного первенства ВЦСПС среди девушек и чемпионкой Литвы среди женщин. В чемпионате СССР попала в десятку лучших (среди 36 участниц). После этих успехов Травина перешла в международные шашки (на стоклеточную доску).
В 1975 году она поступила в Вильнюсский государственный университет. В этом же году становится победительницей первого чемпионата СССР по международным шашкам, участвует в третьем чемпионате мира среди женщин и занимает второе место после Елены Михайловской, получает звание мастера спорта. В 1976 году Травина снова побеждает на чемпионате страны и делит второе-третье место на чемпионате мира с голландкой Барбарой Грас. В 1980 году окончила университет, вышла замуж за своего тренера Якова Шayса и стала трёхкратной чемпионкой СССР. В 1984 Травиной-Шаус присвоено звание международного гроссмейстера. В 1985-1990 годах работала тренером Вильнюсского олимпийского резерва по шахматам и шашкам. В 1990 году эмигрировала в Израиль.